# GNU LibreJS
GNU LibreJS (auch nur LibreJS genannt) ist eine freie Browser-Erweiterung für Mozilla Firefox. GNU LibreJS wurde vom GNU-Projekt zu dem Zweck entwickelt, unfreie JavaScript-Elemente zu blockieren. Sie dient damit primär der Thematisierung der – von Richard Stallman so genannten – JavaScript-Falle und damit des Umstandes, dass viele Nutzer unwissentlich proprietäre Software in ihren Browsern ausführen.

## Beschreibung
GNU LibreJS zielt darauf ab, unfreie JavaScript-Programme, die derzeit in vielen Webseiten präsent sind, zu blockieren. Die Erweiterung wurde als Teil vom GNU-Projekt von Ruben Rodriguez und Nik Nyby entwickelt und ist in der Standardvariante vom GNU-IceCat-Browser enthalten. Die Software funktioniert auch mit dem Tor-Browser.
Das Add-on erlaubt Weiße Listen anzulegen und verfügt über ein E-Mail-Erkennungssystem für Nutzer, um Webmaster davon zu überzeugen, ihren JavaScript-Code LibreJS-konform zu gestalten. Laut der Free Software Foundation stürzen die meisten Websites, während man das Add-on benutzt, ab und zwar aufgrund der weiten Verbreitung von proprietärem JavaScript-Code im Web. Dennoch unterstützt Programmierer und Aktivist Richard Stallman die Nutzung von GNU LibreJS.